# Holy Horror
Holy Horror ist eine Hörspielreihe, in der bekannte Werke der Horrorliteratur sowie Originalideen vertont werden. Die Produktion verantwortet das Label Holysoft unter Leitung von David Holy.

## Produktion
Nachdem die Serie Holy Klassiker auf die Nutzung von Horror- und Gruselwerken verzichtet hatte, wurde diese Hörspielserie ins Leben gerufen, die dabei auf ein älteres Zielpublikum geeicht ist und überwiegend Grusel und Horrorthemen bearbeitet. Für die Produktion wurde auf über 200 Schauspieler zurückgegriffen. Überwiegend wurden die Rollen dabei mit bekannten Synchronsprechern besetzt. Die erste Folge der Produktion ist kostenlos auf dem offiziellen YouTube-Kanal des Produzenten zu hören. Die Produktion „Die Chroniken der Verdammten“ wurde in die Reihe integriert. Für die Cover zeichnet der Illustrator Colin Winkler verantwortlich. Die Hörspiele aus den Genres Mystery, Horror, Thriller und Science-Fiction basieren zum Teil auf Werken bekannter Autoren wie Bram Stoker, Robert Louis Stevenson, Edgar Allan Poe, H. P. Lovecraft und Robert E. Howard. Zudem besitzt die Reihe eine hohe Quote an Eigenproduktionen mit Originalinhalt. Die Reihe beinhaltet die jeweils in sich abgeschlossenen Serien Dracula von Marco Göllner (5 Folgen) und Cthulhus Ruf von Dirk Jürgensen und Lukas Jötten (15 Folgen).

## Folgenindex der Hörspiele
| - 01 – Das Schloss des Todes - 02 – Frankenstein - 03 – Dr. Jekyll & Mr. Hyde - 04 – Der Unsichtbare - 05 – Ich, Jack der Ripper - 06 – Das dunkle Erbe von Amarna - 07 – Die Maske des Roten Todes - 08 – Cthulhus Ruf 01: Namenlose Kulte - 09 – Die Morde in der Rue Morgue - 10 – Dracula 1: Das Tagebuch des Jonathan Harker - 11 – Dracula 2: Die letzte Fahrt der Demeter - 12 – Dracula 3: Van Helsings Verdacht - 13 – Dracula 4: Die Jagd auf den Grafen - 14 – Dracula 5: Der Zoophag - 15 – Dantes Inferno - 16 – Carmilla, der Vampir - 17 – Der Sandmann - 18 – Die Blutgräfin - 19 – Die Schwarze Katze - 20 – Die Grube und das Pendel | - 21 – Die Legende von Sleepy Hollow - 22 – Cthulhus Ruf 02: Die Farbe aus dem All - 23 – Cthulhus Ruf 03: Der Fall Charles Dexter Ward - 24 – Cthulhus Ruf 04: Der Tempel - 25 – Cthulhus Ruf 05: Das Grauen von Dunwich - 26 – Cthulhus Ruf 06: Der Flüsterer im Dunkeln - 27 – Malpertuis - 28 – Hungrige Stille - 29 – Cthulhus Ruf 07: Träume im Hexenhaus - 30 – Cthulhus Ruf 08: Herbert West, Re-Animator - 31 – Cthulhus Ruf 09: Gefangen bei den Pharaonen - 32 – Cthulhus Ruf 10: Pickmans Modell - 33 – Cthulhus Ruf 11: Schatten über Innsmouth - 34 – Das Grauen aus dem Grab - 35 – Die schwarze Spinne - 36 – Cthulhus Ruf 12: Berge des Wahnsinns - 37 – Cthulhus Ruf 13: Die Traumsuche nach dem unbekannten Kadath - 38 – Cthulhus Ruf 14: Der Schatten aus der Zeit - 39 – Cthulhus Ruf 15: Vom Jenseits - 40 – Flammengrab | - 41 – Das Bildnis des Dorian Gray - 42 – Der Wunderheiler - 43 – Der große Gott Pan - 44 - Varney, der Vampir I - 45 – Varney, der Vampi II - 46 – Das Teufelsherz - 47 – Der König in Gelb - 48 – Der Menschensauger - 49 – El Chucapabra - 50 – Die Trilogie des Teufels - 51 – Der Skarabäus - 52 – Séance - 53 – Das Grauen von Dunwich - 54 – Wendigo – Der Schrecken der Wälder - 55 - Verlorene Herzen - 56 - Draculas Erben |